# دهليز الثاني (جهاد)
دهليز الثاني (بالفارسية: دهلیز دو) هي منطقة سكنية تقع في إيران في قسم جهاد الريفي. يقدر عدد سكانها بـ 119 نسمة .